# Fußball-Regionalliga 2017/18
Die Saison 2017/18 der Regionalliga war die zehnte Saison der Fußball-Regionalliga als vierthöchste Spielklasse in Deutschland.

## Regionalligen
- Regionalliga Bayern 2017/18 mit 19 Mannschaften aus dem Bayerischen Fußball-Verband (BFV)
- Regionalliga Nord 2017/18 mit 18 Mannschaften aus dem Norddeutschen Fußball-Verband (NFV)
- Regionalliga Nordost 2017/18 mit 18 Mannschaften aus dem Nordostdeutschen Fußballverband (NOFV)
- Regionalliga Südwest 2017/18 mit 19 Mannschaften aus dem Fußball-Regional-Verband Südwest und dem Süddeutschen Fußball-Verband (SFV) mit Ausnahme des Bayerischen Fußball-Verbandes
- Regionalliga West 2017/18 mit 18 Mannschaften aus dem Westdeutschen Fußballverband (WDFV)

## Aufstiegsspiele
An den Aufstiegsspielen zur 3. Liga nahmen die Meister der fünf Regionalligen und der Vizemeister der Regionalliga Südwest teil. Die Sieger der drei ausgelosten Aufstiegsspiele mit Hin- und Rückspiel stiegen auf.
Folgende Mannschaften qualifizierten sich sportlich für die Aufstiegsspiele:
- Meister der Regionalliga Bayern: TSV 1860 München
- Meister der Regionalliga Nord: SC Weiche Flensburg 08
- Meister der Regionalliga Nordost: Energie Cottbus
- Meister der Regionalliga Südwest: 1. FC Saarbrücken
- Vizemeister der Regionalliga Südwest: SV Waldhof Mannheim
- Meister der Regionalliga West: KFC Uerdingen 05

Die Auslosung fand am 7. April 2018 in der Halbzeitpause der Drittliga-Partie zwischen dem 1. FC Magdeburg und dem Karlsruher SC statt. Ein Aufeinandertreffen der beiden Qualifikanten der Regionalliga Südwest war nicht möglich. Um Wettbewerbsverzerrungen in den letzten Saisonspielen zu vermeiden, wurden die beiden Südwest-Vertreter erst am 27. April fest zugelost.
Die Hinspiele fanden am 24. Mai und die Rückspiele am 27. Mai 2018 statt.
|                        | Gesamt |                     | Hinspiel  | Rückspiel |
| ---------------------- | ------ | ------------------- | --------- | --------- |
| 1. FC Saarbrücken      | 4:5    | TSV 1860 München    | 2:3 (1:1) | 2:2 (1:0) |
| SC Weiche Flensburg 08 | 2:3    | Energie Cottbus     | 2:3 (0:3) | 0:0       |
| KFC Uerdingen 05       | 3:0    | SV Waldhof Mannheim | 1:0 (0:0) | 2:0 1     |